# Iwona Szarzyńska
Iwona Szarzyńska (ur. 27 grudnia 1991 w Poznaniu) – polska koszykarka występująca na pozycjach rzucającej lub niskiej skrzydłowej.

## Osiągnięcia
Na podstawie, o ile nie zaznaczono inaczej.

### Klubowe

#### Seniorskie
- 4. miejsce w I lidze (2017)

#### Młodzieżowe
- Mistrzyni Polski juniorek (2008)[2]

### Indywidualne
Seniorskie
- Zaliczona do I składu grupy B I ligi (2018)[3][4]

Młodzieżowe
- Zaliczona do I składu mistrzostw Polski juniorek (2008)[2]

### Reprezentacja
- Uczestniczka mistrzostw Europy U–16 (2007 – 10. miejsce)